# Maria II Stuart
Maria II (ur. 30 kwietnia 1662 w Londynie, zm. 28 grudnia 1694 tamże), królowa Anglii, Szkocji i Irlandii. Była najstarszą córką Jakuba II i jego pierwszej żony – lady Anny Hyde.

## Księżna Oranii
Urodziła się w St. James’s Palace. Jej ojciec był uznawany za następcę swojego bezdzietnego brata Karola II. W 1668 lub 1669 r. przeszedł jednak na katolicyzm, co wyszło na jaw w 1673 r., kiedy odmówił złożenia protestanckiego wyznania wiary. Później poślubił również katolicką księżniczkę Marię z Modeny, córkę Alfonsa IV d’Este. Król Karol nakazał jednak, aby dzieci Jakuba z pierwszego małżeństwa (oprócz Marii przeżyła tylko jej młodsza siostra Anna) zostały wychowane w wierze protestanckiej.
Maria pozostała więc praktykującą anglikanką. 4 listopada 1677 r. poślubiła Wilhelma III (4 listopada 1650 – 8 marca 1702), księcia Oranii, stadhoudera Republiki Zjednoczonych Prowincji i późniejszego króla Anglii, syna księcia Wilhelma II Orańskiego i Marii Stuart, córki Karola I Stuarta, króla Anglii i Szkocji. Małżeństwo to miało w zamyśle Jakuba doprowadzić do poprawienia jego stosunków z protestantami.
Wkrótce po ślubie Maria wyjechała z mężem do Niderlandów. Małżeństwo to nie należało do szczęśliwych. Małżonkowie nie mieli razem dzieci, jej trzy ciąże zakończyły się poronieniami. Maria była oddana mężowi i cieszyła się popularnością wśród Holendrów. Jej mąż był człowiekiem zimnym i zamkniętym w sobie, początkowo zdradzał Marię nawet z jej damami dworu, później związek Wilhelma i Marii zacieśnił się.

## Wstąpienie na tron
W 1685 r. zmarł bezpotomnie król Karol II i ojciec Marii, Jakub, wstąpił na tron Anglii i Szkocji jako, odpowiednio, Jakub II i Jakub VII. Był on, jak już wspomniano, katolikiem i za jego rządów katolicy stanowili obsadę głównych urzędów państwowych. W 1687 i 1688 r. Jakub wydał Dekrety o tolerancji religijnej, które dawały równe prawa katolikom i przedstawicielom różnych innych wyznań chrześcijańskich. Te działania nie cieszyły się sympatią protestantów. Przeciwko Deklaracjom protestował Kościół anglikański, a protestanci (hrabia Argyll i książę Monmouth) próbowali w 1685 r. zbrojnie obalić króla Jakuba, ale bez powodzenia. Po upadku tych rebelii zaczęli swoje nadzieje wiązać z mężem Marii.
Do wybuchu powstania doszło w 1688 r., kiedy królowa Maria z Modeny urodziła syna, katolickiego następcę tronu. Dotychczas dziedziczką tronu była Maria, a perspektywa utrwalenia się katolickiej dynastii doprowadziła do porozumienia dwie frakcje angielskiego Parlamentu – wigów i torysów. Pod koniec czerwca 1688 r. 6 lordów i 1 biskup wysłało do Wilhelma Orańskiego list z prośbą o interwencję. Wilhelm zgodził się i 5 listopada 1688 r. wylądował w Anglii. Sprzyjała mu sytuacja międzynarodowa, gdyż Jakub II postrzegany był w Europie jako sojusznik znienawidzonego króla Francji Ludwika XIV, stąd poparcia Wilhelmowi udzielił nawet papież Innocenty XI.
Wilhelm szybko uzyskał poparcie większości społeczeństwa. Jakub podjął 11 grudnia nieudaną próbę ucieczki, co odebrano jako abdykację. 23 grudnia Jakub odpłynął do Francji. Stany angielskie poprosiły wówczas Wilhelma i Marię o objęcie tronu. Marię niezbyt cieszył obrót wydarzeń i emigracja jej ojca, ale mąż wymógł na niej okazywanie radości podczas ich wspólnego wjazdu do Londynu. Jakub II uznał to zachowanie córki za nielojalne wobec niego, czym zasmucił wrażliwą Marię.
W 1689 r. Parlament ofiarował koronę Marii. Wilhelm miał być u jej boku jedynie księciem-małżonkiem, ale zażądał tytułu królewskiego (miał ku temu pewne prawo jako wnuk po kądzieli Karola I Stuarta). Parlament wyraził zgodę, ale Wilhelm miał być królem tylko na czas życia Marii (później korona miała przypaść, w wypadku bezpotomnej śmierci królowej, jej siostrze Annie), jednak książę Orański chciał być królem nawet po śmierci żony. W toku debat zaproponowano nawet, aby nie nadawać Wilhelmowi żadnego tytułu, ale na to nie chciała zgodzić się Maria. Ostatecznie Parlament zaproponował koronę obojgu małżonkom.
13 lutego 1689 r. Parlament uchwalił Deklarację praw, której zaprzysiężenie przez Wilhelma i Marię było konieczne, aby mogli objąć tron. Koronacja małżonków odbyła się 11 kwietnia w opactwie westminsterskim. Małżonków koronował biskup Londynu Henry Compton, biskup, który pod koniec czerwca 1688 r. podpisał list do Wilhelma (arcybiskup Canterbury William Sancroft odmówił ukoronowania Marii i Wilhelma, ponieważ uznał detronizację Jakuba II za niezgodną z prawem). W Szkocji Wilhelm i Maria zostali uznani za władców dopiero 11 maja.

## Królowa Anglii i Szkocji

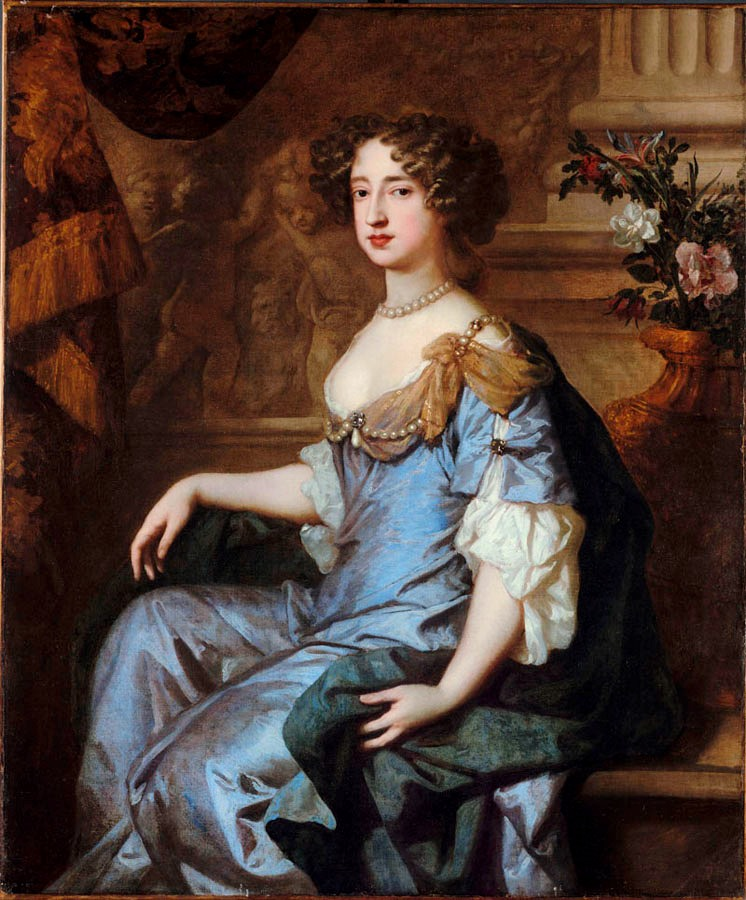
Królowa Maria II

W grudniu 1689 r. Parlament uchwalił Bill of Rights, jeden z najważniejszych aktów prawnych w dziejach parlamentaryzmu. Anglia stała się wówczas monarchią parlamentarną. Bez zgody obu Izb nie można było ustanawiać nowych praw i uchwalać nowych podatków. Anglikanizm stał się religią panującą, a katolicy zostali wykluczeni z linii sukcesji do tronu oraz pozbawieni prawa do piastowania funkcji publicznych. Sformułowano postulat częstego zwoływania Parlamentu, którego obrady miały być jawne i niczym nie skrępowane.
Przez kolejne lata Maria i Wilhelm rządzili wspólnie. Wilhelm był często nieobecny, gdyż uczestniczył w różnych kampaniach wojennych (przeciwko jakobitom w Irlandii w latach 1690-1691, później na kontynencie przeciwko Ludwikowi XIV). Maria zajmowała się sprawami wewnętrznymi państwa. Za plan restauracji Jakuba II kazała aresztować swojego wuja, lorda Clarendona. W 1692 r. pozbawiła stanowisk i uwięziła pod podobnymi zarzutami lorda Marlborough. Dymisja tego drugiego pogorszyła notowania Marii w społeczeństwie oraz popsuła relację z siostrą Anną, która była pod przemożnym wpływem żony Marlborougha, Sarah Churchill. Kiedy Anna i Sarah przybyły na dwór wstawić się za uwięzionym, Maria kazała je usunąć. Odmówiła również odwiedzenia siostry, kiedy ta była w ciąży. Relacje między siostrami pozostały chłodne do końca.
Kiedy Wilhelm przebywał za granicą rządziła Maria, kiedy Wilhelm był w Anglii, na nim spoczywał ciężar rządów. Maria cały czas zachowywała jednak pieczę nad sprawami kościelnymi. Zmarła na ospę prawdziwą 28 grudnia 1694 r. w pałacu Kensington. Została pochowana w opactwie westminsterskim. Wilhelm powiedział później, że po śmierci żony z najszczęśliwszego człowieka stał się najżałośniejszym stworzeniem na ziemi.
Po śmierci Marii jej mąż pozostał królem Anglii, a po jego śmierci w 1702 roku tron objęła jej siostra Anna, ostatnia przedstawicielka Stuartów na angielskim tronie.
Z okazji jej śmierci kompozytor Henry Purcell skomponował The Music for the Funeral of Queen Mary. Utwór ten został w 1971 r. wykorzystany w filmie Stanleya Kubricka Mechaniczna pomarańcza.

## Wywód przodków
| 4. Karol I Stuart                          |  |                    |  |  |             |
|                                            |  | 2. Jakub II Stuart |  |  |             |
| 5. Henrietta Maria Burbon córka Henryka IV |  |                    |  |  |             |
|                                            |  |                    |  |  | 1. Maria II |
| 6. Edward Hyde, 1. hrabia Clarendon        |  |                    |  |  |             |
|                                            |  | 3. Anna Hyde       |  |  |             |
| 7. Frances Aylesbury                       |  |                    |  |  |             |
|                                            |  |                    |  |  |             |